# Маценко, Павел Филиппович
Павел Филиппович Маценко (укр. Павло Пилипович Маценко; 24 декабря 1897, Кириковка, Ахтырский уезд Харьковской губернии, ныне Сумская область, Украина — 8 марта 1991, Виннипег, Канада) — украинский музыковед и композитор. Член-корреспондент Украинской свободной академии наук.

## Биография
Учился в Сумах и Харькове, участник Первой мировой войны, в 1918 году в армии Украинской Народной Республики. После демобилизации в 1918—1919 гг. учился в Пастырско-миссионерской школе в Харькове, одновременно занимался в литературно-драматической студии Якова Мамонтова.
В 1920 году покинул оказавшуюся под советской властью Украину и оказался на Кипре. В 1923 году переехал в Болгарию, работал в угольных шахтах и на сборе табака. В 1924 году перебрался в Прагу и поступил в Украинский высший педагогический институт на музыкально-педагогический факультет; одновременно дирижировал пражским Украинским академическим хором. В 1929—1931 гг. в Вене, руководил хором греко-католической церкви Святой Варвары. В 1932 году получил степень доктора музыковедения. Публиковался в украинской периодике европейских стран как музыкальный критик.
С 1936 года жил и работал в Виннипеге. С 1956 года преподавал в Коллегии святого Андрея Украинской православной церкви Канады (при Манитобском университете), в 1958—1961 гг. ректор Института Святого Иоанна Крестителя в Эдмонтоне, в 1963—1972 гг. профессор музыки в Колледже Святого Владимира в Роблине (Манитоба). Входил в различные общественные организации украинцев Канады.

## Творчество
Композиции Маценко представляют собой обработки украинского музыкального фольклора (укр. Колядки і щедрівки; 1952) и греко-католическую церковную музыку: «Полная служба Господня» (укр. Повна служба Божа; 1948), «Прокимны воскресные» (укр. Прокимени недільні; 1970), «Украинские канты» (укр. Українські канти; 1981). Павлу Маценко принадлежат очерки об украинских композиторах разных эпох, в том числе Дмитрии Бортнянском, Максиме Березовском, Артемии Веделе, Николае Леонтовиче и др.
Основні праці
Повна Служба Божа на мішаний хор. Відень, 1931; Служба Божа на три жіночі голоси. Вінніпеґ, 1948; Давня українська музика і сучасність. Вінніпеґ, 1952; Нариси до історії української церковної музики. Роблин; Вінніпеґ, 1968; Конспект історії української церковної музики. Вінніпеґ, 1973.